# لی داکسبری
لی داکسبری (انگلیسی: Lee Duxbury؛ زادهٔ ۷ اکتبر ۱۹۶۹) بازیکن فوتبال اهل بریتانیا است.
از باشگاه‌هایی که در آن بازی کرده‌است می‌توان به باشگاه فوتبال اولدهام اتلتیک، باشگاه فوتبال بری، باشگاه فوتبال روچدیل، باشگاه فوتبال هادرزفیلد تاون، باشگاه فوتبال هروگیت تاون، و باشگاه فوتبال برادفورد سیتی اشاره کرد.